# Contoocook (Nuevo Hampshire)
Contoocook es un lugar designado por el censo (en inglés, census-designated place, CDP) situado en el municipio de Hopkinton, en el condado de Merrimack, Nuevo Hampshire, Estados Unidos. Según el censo de 2020, tiene una población de 1427 habitantes.

## Geografía
La localidad está ubicada en las coordenadas 43°13′50″N 71°42′47″O / 43.23056, -71.71306. Según la Oficina del Censo, tiene una superficie total de 6.23 km², de los cuales 5.96 km² corresponden a tierra firme y 0.27 km² están cubiertos de agua.

## Demografía
Según el censo de 2020, hay 1427 personas residiendo en la localidad. La densidad de población es de 239.43 hab./km². El 94.25% de los habitantes son blancos, el 0.42% son afroamericanos, el 0.07% es amerindios, el 0.21% son asiáticos, el 0.56% son de otras razas y el 4.48% son de una mezcla de razas. Del total de la población, el 1.89% son hispanos o latinos de cualquier raza.